# Lepanthes applanata
Lepanthes applanata är en orkidéart som beskrevs av Carlyle August Luer och Sijm. Lepanthes applanata ingår i släktet Lepanthes och familjen orkidéer.
Artens utbredningsområde är Peru. Inga underarter finns listade i Catalogue of Life.